# Pavonia ramosissima
Pavonia ramosissima är en malvaväxtart som först beskrevs av José Arechavaleta, och fick sitt nu gällande namn av P.A. Fryxell och A. Krapovickas. Pavonia ramosissima ingår i släktet påfågelsmalvor, och familjen malvaväxter. Inga underarter finns listade i Catalogue of Life.